# Quanfang beizu
Das Quanfang beizu (chinesisch 全芳備祖 / 全芳备祖, Pinyin Quánfāng bèizǔ – „Vollständige Chronik der Wohlgerüche“), ein Thesaurus der Botanik, wurde von Chen Jingyi (陈景沂) aus der Stadt Taizhou verfasst. Das Vorwort stammt aus dem Jahr 1256 der Zeit der Südlichen Song-Dynastie.

## Inhaltsübersicht
Das Werk hat zwei Teile (ji), der erste enthält 27 Kapitel (juan), der zweite 31.
Es ist das weltweit erste wissenschaftliche botanische Lexikon.
Es enthält Informationen über die beim Kochen in der alten Zeit verwendeten Zutaten, Getränke und Speisen. Dementsprechend stellt es eine erstrangige Quelle für die Geschichte der chinesischen Ess- und Trinkkultur dar.
Das Werk ist unterteilt in sieben Sachgruppen:
- Früchte (guo 果)
- Blüten (hui 卉)
- Kräuter (cao 草)
- Bäume/Sträucher (mu 木)
- Ackerbau und Seidenraupenzucht (nongsang 农桑)
- Gemüse (shu 蔬)
- Heilpflanzen (yao 药).

## Ausgaben
Eine moderne Ausgabe ist 1982 im Verlag Nongye chubanshe (Landwirtschaftsverlag) in Peking erschienen.